# Bengt Öste
Bengt Alfred Öste, född 22 januari 1927 i Bromma församling i Stockholm, död 5 juni 2004 i Kungsholms församling i Stockholm, var en svensk journalist. Han är mest känd för sin mångåriga medverkan som nyhetsankare i nyhetsprogrammet Rapport. Han var son till Alfred Öste, bror till Sven Öste samt dotterson till Rudolf och Nathalia Ahlström.
Öste arbetade som editionschef och redaktionssekreterare på Svenska Dagbladet innan han blev redaktör för Idun-Veckojournalen på 1960-talet. År 1971 kom han till det nystartade TV2 och började på nyhetsredaktionen för Rapport, där han arbetade fram till pensioneringen 1992. Han var även programledare för fiskeprogrammet Visst nappar det från och med 1980, och skrev artiklar i Sportfiskarnas officiella organ samt författade ett antal böcker om sportfiske, då han själv var en känd sportfiskare. Han medverkade vidare i programmet Dagar som skakade Sverige i TV3. 
Före karriären som journalist var Öste yrkesmilitär, utbildad fältflygare och pilot på bland annat J 28.
Öste var delaktig i samhällsdebatten mot rattfylleri, sedan hans dotter blivit påkörd av en rattfyllerist. I slutet av 1980-talet och på 1990-talet engagerade sig Bengt Öste i rökarnas intresseorganisation Smokepeace. Han avled 2004 i Alzheimers sjukdom.
Han gifte sig första gången 1950 med Ann-Margret Holmgren (1931–2015), dotter till överläkaren Björn Holmgren och Margareta Blixen-Finecke. De fick barnen Jonas (född 1951) och Marie (född 1953). Andra gången gifte han sig 1956 med Gertrud Goldbeck-Löwe (1932–2016), dotter till med. dr Hans-Adolf Goldbeck-Löwe och Hertha Goldbeck-Löwe, Västtyskland. De fick döttrarna Viveca (född 1958) och Giggi (född 1960). Makarna Öste är begravda på Skogskyrkogården i Stockholm.